# Caso Allemandi
Il caso Allemandi è stato uno dei principali scandali della storia del calcio italiano, nonché uno dei primi in ordine di tempo, essendo avvenuto nel periodo antecedente all'istituzione della Serie A a "girone unico" (1929). Il caso, alquanto complesso e caratterizzato da retroscena che non furono mai ben chiariti, comportò la revoca dello scudetto vinto dal Torino nella stagione 1926-1927. L'esito controverso del caso giudiziario portò, nei decenni seguenti, a diversi tentativi di riaprire l'inchiesta in merito, finora tutti senza successo.

## La cronaca dello scandalo

Luigi Allemandi, il terzino della protagonista dello scandalo

La vicenda ruota intorno a una combine orchestrata da Guido Nani, revisore dei conti del Torino nonché amico personale del presidente granata Enrico Marone Cinzano, e da Francesco Gaudioso, uno studente siciliano del Politecnico del capoluogo piemontese che era in buoni rapporti con diversi calciatori della Juventus, fra cui in particolare il promettente terzino Luigi Allemandi; Gaudioso e Allemandi, infatti, alloggiavano entrambi in una pensione in piazzetta Madonna degli Angeli.
Secondo la cronaca del tempo, il dottor Nani si accordò con Gaudioso affinché questi dirottasse a favore del "Toro" il risultato del derby della Mole (Torino-Juventus) in programma il 5 giugno 1927, in cambio di 35 000 lire da distribuire alle persone coinvolte nella truffa; 25 000 lire furono date in anticipo allo studente, mentre le restanti 10 000 lire pattuite sarebbero state consegnate dopo la conquista dello scudetto da parte dei granata (prima della partita incriminata il Torino era in testa alla classifica con 10 punti e seguito sia dal Bologna che dalla Juventus). Il derby si chiuse con la vittoria in rimonta per 2 a 1 del Torino (Allemandi, seppur sconfitto, si segnalò tra i migliori in campo) e circa un mese dopo, il 3 luglio, il "Toro" divenne campione d'Italia;

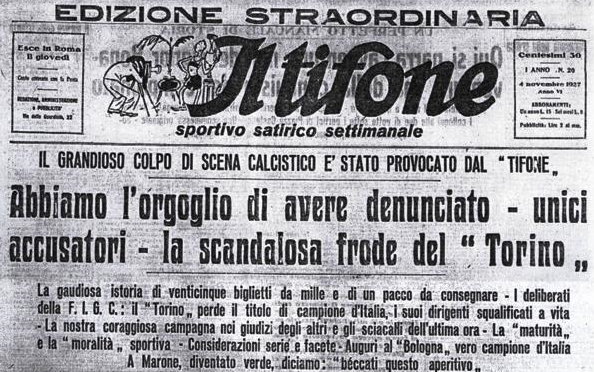
Prima pagina dell'edizione speciale della testata sportiva "Il Tifone"

Per ragioni non chiare, tuttavia, Nani si sarebbe rifiutato di pagare le rimanenti 10 000 lire; di conseguenza, Gaudioso decise di rivelare sua sponte l'esistenza della combine a Renato Ferminelli, corrispondente da Torino delle testate Lo Sport di Milano e Il Tifone di Roma, nonché inquilino nel medesimo ostello dello studente: l'obiettivo dell'autodenuncia era quello di indurre il dirigente torinista a pagare il dovuto per timore che scoppiasse uno scandalo (una versione erronea dei fatti afferma, invece, che il giornalista aveva appreso della truffa origliando un litigio fra Allemandi e Gaudioso).
Fiutato lo scoop, Ferminelli, che era per giunta in cattivi rapporti col Torino (poiché la società granata non gli aveva concesso per un qui pro quo l'accredito stagionale per le partite allo Stadio Filadelfia), raccolse via via le confidenze di Gaudioso e pubblicò sulle due riviste per cui lavorava, tra il 29 luglio e il 22 settembre 1927, una serie di articoli dai titoli allusivi (come "Preludio. C'è del marcio in Danimarca" e "Sinfonia"), nei quali descriveva in maniera sibillina l'illecito del club granata. A detta del cronista, anche Marone Cinzano sarebbe stato implicato nel misfatto in quanto autore di un telegramma indirizzato a Nani dal significato misterioso, «Sospendete consegna pacco».

## I procedimenti giudiziari

### Il processo sportivo
Il reportage fece partire a settembre l'inchiesta della Federazione Italiana Giuoco Calcio. In quel momento, alla testa della FIGC si trovava Leandro Arpinati, gerarca fascista nonché podestà della città di Bologna (divenuta dal 1926 sede della Federazione per volontà dello stesso presidente), il quale era coadiuvato dal segretario generale Giuseppe Zanetti. Dopo una serie di indagini svolte in Piemonte, Lombardia e Sicilia, i due dirigenti condussero diversi interrogatori.
Il primo teste fu proprio Ferminelli, il quale spiegò che Gaudioso gli aveva riferito che i calciatori coinvolti nell'affaire erano gli juventini Federico Munerati e Piero Pastore, i quali si erano distinti in negativo nel derby della Mole (il secondo, in particolare, fu espulso per un fallo di reazione). Venne quindi il turno di Gaudioso: lo studente negò in principio l'accaduto, ma successivamente decise di confessare e fece il nome di Nani; il consigliere torinista confermò l'avvenuta corruzione, precisò che ignorava chi fossero i giocatori implicati e aggiunse che l'intera società piemontese era informata della combine, salvo poi smentire e spiegare di essere l'unico dirigente responsabile del misfatto. Gaudioso, inoltre, dopo aver dichiarato di aver dato i soldi a Munerati, Pastore e al suo amico Allemandi, affermò di essersi tenuto i soldi per sé e infine ritrattò ulteriormente, accusando il solo Allemandi. I tre suddetti giocatori vennero, a loro volta, interrogati: si venne così a sapere che Munerati aveva ricevuto in dono dal presidente granata Cinzano una cassa di vini e liquori, mentre a Pastore venne imputato di aver scommesso sulla sconfitta juventina.

#### Sentenza di primo grado
«Il Direttorio Federale, accertato anche per confessione del dottor Nani, consigliere del Torino, che egli ha versato al signor Gaudioso, pure confesso, lire 25 000 destinate a taluno dei giocatori della Juventus per assicurare illegittimamente al Torino la vittoria nella gara del 5 giugno, delibera di togliere al Torino il titolo di campione assoluto d'Italia, per l'anno sportivo 1926-27.»

— Comunicato ufficiale della Federazione Italiana Giuoco Calcio (FIGC), 4 novembre 1927
Il verdetto giudiziario arrivò il 4 novembre 1927, al termine di una riunione d'urgenza del Consiglio Federale iniziata il giorno prima presso la Casa del Fascio bolognese, durante la quale si tennero i colloqui decisivi con Gaudioso, Nani, Allemandi, Munerati e Pastore. Il Direttorio Federale decretò la revoca dello scudetto al Torino per comprovata corruzione di imprecisati calciatori della Juventus in occasione della stracittadina del 5 giugno, nonché la squalifica a vita per i membri del Consiglio Direttivo del Torino in carica nei mesi di maggio e giugno 1927 (fra cui il presidente Enrico Marone Cinzano, il vicepresidente Eugenio Vogliotti, il segretario Pietro Zanoncelli e il consigliere Guido Nani). Nessun provvedimento fu invece preso a carico della Juventus, poiché la dirigenza della società bianconera era stata vittima, e non parte attiva, del misfatto.
«[...] Il risultato dell'inchiesta è tale che ha riportato l'impressione precisa che talune partite di campionato abbiano falsato l'esito del campionato stesso. Il Bologna non avrà perciò il titolo tolto al Torino; il campionato 1926-27 non avrà il suo vincitore.»

— Dichiarazione del presidente della FIGC Leandro Arpinati riportata su La Gazzetta dello Sport il 7 novembre 1927
Il Direttorio, inoltre, stabilì che il risultato della partita sotto indagine e la classifica finale del campionato non sarebbero stati modificati e che lo scudetto sarebbe rimasto perpetuamente "non assegnato", unico caso nel calcio italiano fino al ripetersi di un secondo episodio nel 2005. Arpinati motivò la decisione lasciando intendere che altri match, oltre a quello al centro dell'inchiesta, apparivano falsati, e che pertanto era stata appurata l'irregolarità del campionato in toto. Il titolo, di conseguenza, non fu dato al Bologna secondo classificato, come prevedevano i regolamenti FIGC e CIO, né tantomeno alla Juventus terza piazzata, la quale sarebbe divenuta prima in graduatoria nel caso avesse ottenuto la vittoria a tavolino nel derby incriminato.
Società
- Torino: revoca dello scudetto 1926-1927 e pagamento di 10 000 lire per le spese d'inchiesta.

Dirigenti
- Enrico Marone Cinzano (presidente Torino): squalifica a vita (amnistiato il 22 aprile 1928).
- Eugenio Vogliotti (vicepresidente Torino): squalifica a vita (amnistiato il 22 aprile 1928).
- Pietro Zanoncelli (segretario Torino): squalifica a vita (amnistiato il 22 aprile 1928).
- Guido Nani (revisore legale Torino): squalifica a vita (amnistiato il 22 aprile 1928).
- Altri 17 membri del Consiglio Direttivo del Torino nei mesi di maggio-giugno 1927: squalifica a vita (amnistiati il 3 febbraio 1928).
- Altri 2 membri del Consiglio Direttivo del Torino nei mesi successivi a giugno 1927: squalifica per 2 anni (amnistiati il 3 febbraio 1928).

#### Sentenza di secondo grado
«Il Direttorio federale conferma le precedenti decisioni e squalifica a vita Luigi Allemandi, della cui colpevolezza è stata pienamente raggiunta la prova; richiama il giocatore Munerati a una più esatta comprensione dei suoi doveri in quanto un calciatore tesserato non può accettare doni di qualsiasi entità o natura da iscritti ad altre società; deplora e proibisce il malcostume delle scommesse anche di lieve cifra, specie quelle tenute contro le sorti dei propri colori e ammonisce per questa trasgressione il giocatore Pastore [...]»

— Comunicato ufficiale della Federazione Italiana Giuoco Calcio (FIGC), 21 novembre 1927
In un'intervista alla Gazzetta dello Sport del 6 novembre, Arpinati annunciò che il calciatore juventino coinvolto nel reato era Luigi Allemandi e che intendeva squalificarlo a vita. Allemandi, che nell'estate era passato dalla Juventus all'Inter, preparò un lungo memoriale di difesa in cui sottolineava la sua ottima prestazione nella partita incriminata e contestava l'attendibilità delle parole di Gaudioso contro di lui, ma Arpinati respinse il 21 novembre la richiesta di assoluzione, adducendo come prova materiale dell'illecito i presunti frammenti di una lettera nella quale il giocatore, rivolgendosi a Gaudioso, avrebbe reclamato il pagamento della quota iniziale di 25 000 lire; tale missiva sarebbe stata rinvenuta dallo stesso presidente in seguito a un sopralluogo presso la pensione di piazzetta Madonna degli Angeli. Nello stesso giorno furono lievemente puniti anche Munerati e Pastore, gli altri due bianconeri coinvolti nell'inchiesta: Arpinati, infatti, sanzionò entrambi con un richiamo formale rispettivamente per il dono ricevuto dal presidente del Torino e per la trasgressione relativa al calcioscommesse.
«[..] In quella [camera] di Allemandi vennero notati dei pezzettini di carta nel cestino, pezzettini di carta che vennero raccolti pensando che avessero potuto avere un riferimento con la questione che interessava. Infatti, incollati questi pezzettini su della carta trasparente (lavoro che durò ben diciotto ore) si poté ricostruire una lettera con cui Allemandi si lagnava del mancato versamento delle venticinquemila lire, sostenendo di aver collaborato e non poco alla conquista dello scudetto da parte dei granata. [...]»

— Dichiarazione del segretario generale della FIGC Giuseppe Zanetti, riportata molti anni dopo lo scandalo
Secondo la versione ufficiale del processo, Allemandi disse in un primo momento di non ricordare alcun messaggio, poi ammise di aver scritto una lettera per Gaudioso in merito al nascente affaire ma di non ricordarne l'esatto contenuto, e quando egli domandò di poter leggere di persona il testo della missiva, Arpinati rifiutò tale concessione, ritenendo ormai comprovata la colpevolezza del calciatore, oltre a respingere la richiesta di un confronto fra Allemandi e Gaudioso. In seguito, Allemandi integrò il proprio memoriale sostenendo che il contenuto della lettera a Gaudioso era stato decontestualizzato, poiché in realtà non faceva riferimento a un'implicazione nello scandalo da parte sua, bensì di Munerati e Pastore.
Società
Conferma della sentenza di primo grado.
Dirigenti
Conferma della sentenza di primo grado.
Calciatori
- Luigi Allemandi (ex Juventus): squalifica a vita (amnistiato il 22 aprile 1928).
- Federico Munerati (Juventus): richiamo ufficiale.
- Piero Pastore (Juventus): richiamo ufficiale.

### Il processo penale e le due amnistie
«Dopo la condanna avrei avuto a disposizione l'amnistia del 1927 ma non me ne valsi perché non giunse dai vari interessati la prova di non avere partecipato al fatto. Varie circostanze mi convinsero del contrario, innanzitutto un telegramma spedito da Marone e diretto al Nani; il fatto che il Gaudioso, forte di un contratto scritto che il Nani gli aveva rilasciato, si rivolse presto a lui ed ebbe il denaro che gli era stato promesso; in terzo luogo la considerazione che è strano che il comm. Marone, il quale spiegò il telegramma suaccennato come riferentesi a un pacco di titoli, abbia telegrafato per questo argomento al Nani invece che al proprio padre; quarto il fatto che il denaro proveniva dal Vogliotti, anch'egli facente parte del consiglio direttivo del Torino.»

— Testimonianza del presidente della FIGC Leandro Arpinati all'udienza del 13 gennaio 1928 presso il tribunale di Bologna
Il 9 novembre 1927 i dirigenti del Torino sanzionati dalla Federazione emisero un comunicato ufficiale in cui, sostenendo la propria estraneità all'opera di corruzione messa in atto da Nani, annunciavano la presentazione di un'istanza al Direttorio FIGC per l'accertamento delle responsabilità individuali. Arpinati troncò sul nascere l'iniziativa e suggerì loro di adire le vie legali (non esistendo all'epoca dei fatti il vincolo di giustizia che impedisce ai tesserati federali di rivolgersi ai tribunali ordinari per sanare le controversie inerenti all'attività sportiva). Marone Cinzano e gli altri membri della società intentarono, dunque, una causa per diffamazione contro Nani e il 13 gennaio del 1928 si tenne un processo sull'affaire Allemandi presso la magistratura penale.
Nel tribunale di Bologna il revisore dei conti ripeté di aver orchestrato l'illecito da solo, scagionando tutti tranne il segretario Zanoncelli, che gli aveva dato 20 000 lire per la compravendita della partita (le restanti 5 000 le avrebbe versate Nani di tasca propria). Tirato in ballo, Zanoncelli testimoniò che i soldi se li era fatti prestare dal vicepresidente Vogliotti, senza illustrargli però il reale motivo della richiesta, poi si difese raccontando che Gaudioso lo aveva a sua volta contattato per proporgli una combine prima del derby di andata del 3 aprile 1927 (vinto 1-0 dalla Juventus) e che, dopo averne parlato con Nani, aveva deciso di non andare avanti nella truffa; fu quindi il revisore a trattare in autonomia con lo studente in occasione della partita di ritorno, salvo poi asserire dinanzi ai soci che aveva ricevuto l'autorizzazione in tal senso da Marone Cinzano in persona. Infine, intervennero il presidente federale Arpinati, il quale spiegò di aver condannato l'intero consiglio direttivo del Torino poiché convinto per varie ragioni che Nani non avesse agito da solo, e il presidente granata Marone Cinzano, il quale dimostrò con una prova documentale che il famigerato messaggio «Sospendete consegna pacco» non nascondeva nulla di irregolare, ma si riferiva a titoli commerciali.
«Avendo i sottoindicati ex consiglieri del Torino FC con la dovuta richiesta chiarezza data la prova della loro completa estraneità a quanto ebbe a provocare, anche nei loro confronti, le sanzioni punitive di cui al comunicato in data 4-11-1927, il Direttorio Federale applica le disposizioni del decreto 26 agosto 1927 nei confronti dei signori Bassi avv. Filippo, Barattia cav. Giacomo, Colonna sig. Aldo, Gazzotti sig. Carlo, Laugeri dott. Melanio, Norzi sig. Gustavo, Tibò rag. Carlo Vittorio, Giovannini rag. Cesare, Vastapane comm. Giuseppe, Cora sig. Mario, Billotti sig. Angelo, Derossi cav. Luigi, Giordano gr. uff. Filippo, Morelli di Popolo conte Vittorio, Ramella comm. avv. Umberto, Gobbi comm. Gerardo, i quali pertanto si intendono reintegrati in tutti i loro attributi sociali e federali.»

— Comunicato ufficiale della Federazione Italiana Giuoco Calcio, 3 febbraio 1928
Il giorno dopo Marone Cinzano e altri associati, ritenendosi soddisfatti dalle dichiarazioni di Nani che discolpavano tutti tranne Zanoncelli, si impegnarono a lasciar cadere le accuse di diffamazione; l'opinione di Zanetti, invece, fu che la rinuncia avvenne «perché troppo chiare erano le prove fornite al Tribunale dai dirigenti federali, prove tali da non ammettere dubbi sulla colpevolezza dei puniti». Ad ogni modo, il 3 febbraio 1928 la FIGC annunciò, applicando il decreto di amnistia del 26 agosto 1927, la cancellazione delle squalifiche dei consiglieri del Torino, fatta eccezione, tuttavia, per quelle di Marone Cinzano e Vogliotti, oltre a quelle di Nani e Zanoncelli; per il Direttorio Federale, infatti, il presidente torinista e il suo vice non avrebbero dimostrato la loro «completa estraneità» all'illecito, a differenza degli altri membri del direttivo granata.
La querelle si concluse definitivamente il 22 aprile 1928, quando, in occasione del Natale di Roma, il presidente del CONI Lando Ferretti promulgò un'amnistia rivolta a tutti gli sportivi colpiti da sanzioni disciplinari: tra i beneficiari, ci furono proprio Allemandi e i quattro dirigenti del Torino ancora sotto squalifica (altre fonti fanno erroneamente risalire la clemenza alla medaglia di bronzo della Nazionale Italiana alle Olimpiadi estive dello stesso anno). Zanetti affermò che tale provvedimento venne concesso unicamente per merito delle accorate richieste di grazia della madre di Allemandi, rivolte a Ferretti, al Duce, al principe Umberto e perfino al re d'Italia, sebbene il calciatore, nei decenni successivi, contestò a più riprese l'esito dello scandalo proclamandosi sempre innocente.

## Controversie

### Lo scudetto non assegnato

Leandro Arpinati, presidente della Federazione Italiana Giuoco Calcio dal 1926 al 1933

Sulle motivazioni della mancata riassegnazione del titolo al Bologna si avanzarono illazioni totalmente opposte.
Da un lato c'era chi, credendo nella buona fede e nella probità di Leandro Arpinati, ritenne che il presidente federale impedì la premiazione del club rossoblù non soltanto poiché l'intero campionato appariva ai suoi occhi invalidato, ma per evitare che ricadessero sulla propria persona ovvi sospetti di parzialità, essendo egli un noto sostenitore felsineo. A confermare tale interpretazione sarebbe la reputazione stessa di Arpinati di uomo incorruttibile, nonché voce critica all'interno del Fascismo e amico di figure non allineate al regime (fra cui il segretario Zanetti, non iscritto al partito unico): tutte queste qualità sarebbero in seguito costate al politico la caduta in disgrazia e il confino.
All'opposto, invece, ci fu chi accusò Arpinati di aver ordito, o quantomeno "gonfiato", lo scandalo che coinvolse Allemandi proprio allo scopo di favorire il Bologna, insinuando che la mancata incoronazione del club emiliano dopo la revoca del titolo al Torino sarebbe stata voluta da alti gerarchi, forse da Benito Mussolini in persona, timorosi che la condotta di Arpinati, la quale era stata soggetta a critiche anche in precedenza, potesse giungere a screditare l'immagine e l'autorità del sistema fascista.

### Il caso Pinasco
In base a quest'ultima tesi il presidente federale avrebbe tentato di danneggiare i rivali del Bologna già l'8 giugno 1927, quando il Comitato Italiano Tecnico Arbitrale decretò la ripetizione dell'incontro del 15 maggio fra i piemontesi e gli emiliani (vinto 1-0 dal "Toro") a causa di un presunto errore tecnico. Apparentemente, il direttore di gara genovese Giacomo Pinasco, interrogato dall'organo ben ventitré giorni dopo il match, avrebbe ammesso di non aver segnalato un fuorigioco nella circostanza della rete granata, poiché distratto dalle lamentele della squadra rossoblù per un gol fantasma che le era stato appena negato; tuttavia, la versione ufficiale dell'assemblea venne clamorosamente smentita dallo stesso Pinasco, il quale affermò in un'intervista alla Stampa che considerava regolare la rete torinista e corretta la precedente non assegnazione di un gol ai bolognesi. "Carlin" Bergoglio, storica firma del Guerin Sportivo, commentò ironicamente la surreale situazione:
(Carlo Bergoglio su Guerin Sportivo, giugno 1927)
Gli arbitri liguri indissero una riunione di protesta verso il CITA e in segno di solidarietà nei confronti del collega, ma il Direttorio Federale intervenne, minacciando dimissioni coatte per i partecipanti al convegno e sospendendo Pinasco «fino a nuovo ordine». Infine, il 30 giugno Arpinati deliberò irrevocabilmente la replica di Torino-Bologna e punì il direttore di gara con il ritiro della tessera per aver reso versioni diverse sullo svolgimento della partita.
Il replay dell'incontro annullato si tenne il 3 luglio e vide un'ulteriore vittoria del Torino, con una rete su rigore, che fu determinante per la conquista dello scudetto poi revocato: l'arbitro di questo match fu Carlo Dani, torinese di nascita e residente a Genova, resosi già protagonista il 16 gennaio della concessione ai piemontesi di un tiro dal dischetto decisivo durante un'altra sfida contro gli emiliani Proprio il calcio di rigore che sancì il titolo tricolore dei granata generò ulteriori polemiche, in quanto risultò a molti cronisti generoso; in particolare, Renato Ferminelli commentò:
(Renato Ferminelli su Il Tifone, luglio 1927)
I difensori di Arpinati argomentano che proprio la designazione di Dani, la quale sembrò a posteriori una compensazione per l'apparente favoritismo concesso dal CITA al Bologna, sarebbe la riprova del fatto che il presidente federale ebbe in realtà un comportamento super partes nella gestione di questo scandalo e di quello Allemandi. Di conseguenza, quando Arpinati non assegnò lo scudetto a tavolino ai bolognesi ritenendo il torneo falsato, si sarebbe riferito sia all'illecito ordito da Guido Nani, sia a occulte pressioni che avrebbero determinato la ridisputa di Torino-Bologna. A tal proposito, sempre Ferminelli difese l'operato del presidente FIGC nel caso Pinasco da quella che definì una «campagna inscenata da alcuni giornali contro le presunte manovre degli organi federali».
Per i detrattori di Arpinati, al contrario, egli avrebbe solo cercato di porre rimedio al danno d'immagine causato dall'affaire arbitrale, e la sua condotta si sarebbe rivelata non neutrale anche in altre occasioni. Secondo talune congetture, infatti, il gerarca avrebbe sfruttato il proprio ascendente politico per consentire al Bologna di vincere due titoli tricolori contro il Genoa e il Torino, rispettivamente nelle stagioni 1924-1925 (il famigerato Scudetto delle pistole, funestato da scandali sportivi e istituzionali) e 1928-1929 (quando i granata sporsero reclamo, respinto dal Direttorio Divisioni Superiori di Ottorino Barassi, per una presunta scorrettezza del giocatore felsineo Giuseppe Martelli nello spareggio della finale). Bisogna constatare, comunque, che in queste circostanze, come per la vicenda di Pinasco, gli accusatori di Arpinati non sono riusciti mai a dimostrare il verificarsi di ingerenze indebite della presidenza federale in decisioni prese da altri enti (tanto più che, nel caso del campionato 1925, Arpinati non era neanche presente nell'organigramma FIGC).

### I sospetti su Rosetta

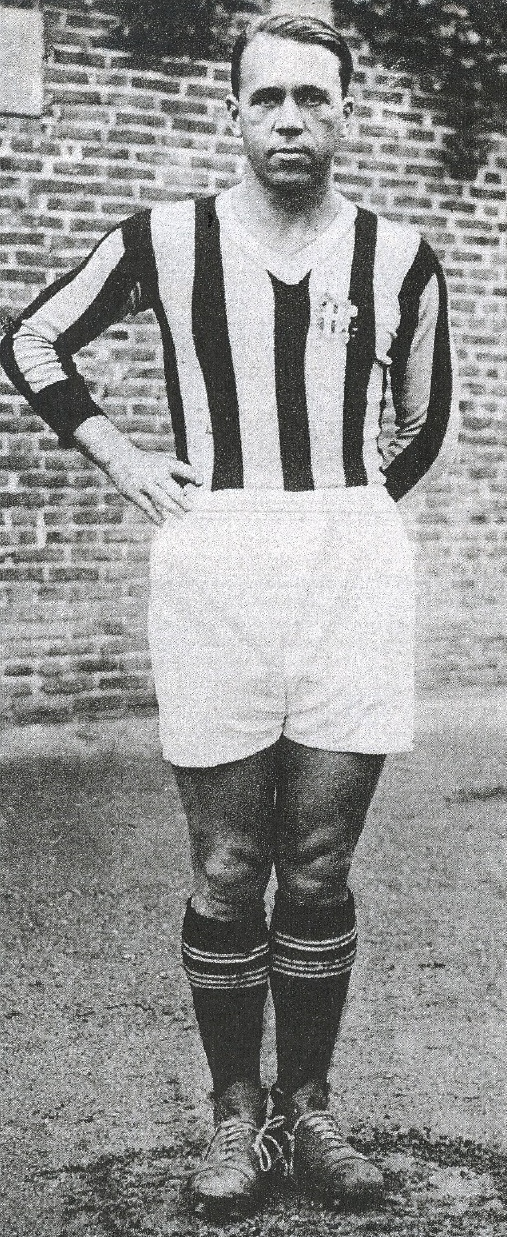
Virginio Rosetta, compagno di reparto di Allemandi alla Juventus.

Ulteriori congetture riguardarono il ruolo nella vicenda del terzino destro juventino Virginio Rosetta, il quale era uno dei calciatori che frequentavano il bar vicino all'alloggio di Gaudioso: Rosetta aveva consentito al Torino di portarsi sul momentaneo 1-1 nella stracittadina, allargando le gambe al passaggio del tiro su punizione di Mihály Balacics, e fu tra le prime persone a essere interrogate dagli inquirenti, salvo uscire indenne dall'inchiesta accusando al contempo Allemandi di avergli proposto di partecipare alla truffa.
Un'ipotesi al riguardo è che Allemandi, in realtà, non avrebbe partecipato alla combine, essendosi, anzi, distinto come uno dei migliori atleti nel derby, oppure avrebbe semplicemente svolto il ruolo di intermediario fra Gaudioso e i presunti calciatori interessati, fra cui Rosetta. Arpinati, dunque, avrebbe sfruttato Allemandi come capro espiatorio, perché questi non era iscritto al Partito Nazionale Fascista, mentre Rosetta sarebbe stato graziato in quanto era considerato il miglior difensore italiano dell'epoca, nonché una figura moralmente inattaccabile.
A tal proposito, la mezzala del Torino Adolfo Baloncieri e il giornalista Gianni Brera teorizzarono che l'affaire comportò la squalifica del solo Allemandi tra i calciatori della Juventus, per giunta applicata quando questi era appena passato all'Inter e amnistiata dopo cinque mesi, a causa di «fiere rivalità fra autorevoli esponenti del mondo politico ed industriale» e «sottili ricatti reciproci». Talune fonti, più precisamente, fanno riferimento a un apparente conflitto di interessi di natura imprenditoriale che avrebbe legato in quegli anni Leandro Arpinati al presidente bianconero Edoardo Agnelli: Agnelli, infatti, aveva ceduto ad Arpinati la proprietà della Stabilimenti Poligrafici Riuniti, casa editrice del quotidiano bolognese il Resto del Carlino.
(Adolfo Baloncieri, Brera, op. cit.)
(Gianni Brera, Brera, op. cit.)

### Il messaggio misterioso e il destino della tangente
Rimangono poco chiare anche l'origine della missiva utilizzata come prova regina della colpevolezza di Allemandi, nonché la sorte della prima tranche della bustarella che Nani diede a Gaudioso e la ragione per cui il dirigente torinista non pagò la seconda.
In merito alla lettera, Allemandi ribadì che non gli era stato permesso di visionarla e affermò che le proprietarie dell'ostello di Piazzetta Madonna degli Angeli gli raccontarono che, contrariamente a quanto sostenuto da Giuseppe Zanetti, non fu il presidente Arpinati a ritrovare il compromettente documento, bensì fu Gaudioso in persona a recarsi a Bologna per consegnarlo alla Federazione. Per quanto concerne la tangente, invece, le titolari della pensione riferirono che Gaudioso si sarebbe improvvisamente arricchito, avendo saldato completamente i suoi debiti e comprato vestiti e oggetti di lusso, mentre Allemandi negò di aver intascato del denaro sporco, smentendo la voce secondo cui egli avrebbe comprato un'automobile grazie all'illecito, e fece un'ipotesi sul perché le rimanenti 10 000 lire non erano state versate: Gaudioso avrebbe prospettato a Nani la truffa nominando Allemandi per risultare credibile, tuttavia, dopo l'eccellente partita disputata da quest'ultimo, il dirigente del Torino avrebbe capito di essere stato ingannato e si sarebbe rifiutato di corrispondere a Gaudioso quanto pattuito.
Da notare che, nella sua memoria difensiva, in principio Allemandi si professò certo che il derby si fosse svolto in piena regolarità e che la combine fosse stata semplicemente millantata da Gaudioso, al fine di guadagnare per sé le 35 000 lire, ma dopo la sua mancata assoluzione puntualizzò:
(Luigi Allemandi)

### L'incidente di Allemandi
Un'inchiesta giornalistica pubblicata sulla rivista Il Campione nel 1957 prese in esame un fatto poco noto, che contribuisce a lasciare dubbi sul coinvolgimento di Allemandi nello scandalo:
(Cesare Cauda ed Emilio Speroni, "Non ho preso il danaro", Il Campione, dicembre 1957)
A tal proposito, nel 1991, circa tredici anni dopo la morte di Allemandi, fu l'attaccante torinista Gino Rossetti a raccontare un aneddoto in favore del suo passato rivale:
(Gino Rossetti)

## Le richieste di riassegnazione del titolo
Nel tempo si sono periodicamente succedute diverse richieste di riattribuzione dello scudetto revocato, sia da parte del Torino (in ragione della presunta irregolarità del processo sportivo), sia da parte del Bologna (per la mancata assegnazione del titolo alla seconda classificata). Già nel 1949, durante i funerali del Grande Torino, la FIGC di Ottorino Barassi promise di riaprire il caso in favore del club granata, ma tale solenne impegno non ebbe seguito. Nel 1964, invece, il direttore responsabile della Gazzetta dello Sport (nonché figlio del "braccio destro" di Arpinati) Gualtiero Zanetti suggerì al presidente federale Giuseppe Pasquale di risolvere la lotta scudetto fra il Bologna e l'Inter, entrambe prime a fine campionato, assegnando in via eccezionale il titolo 1964 all'Inter e il titolo 1927 al Bologna: tale proposta, inizialmente benaccetta, fu alla fine respinta e si optò per la disputa di uno spareggio come da prassi regolamentare.
Il 17 ottobre 2015 il presidente granata Urbano Cairo, in occasione della posa della prima pietra del nuovo Stadio Filadelfia, ha annunciato la ripresa della battaglia per la riassegnazione dello scudetto; in merito a ciò, il presidente federale Carlo Tavecchio ha garantito la disponibilità della FIGC ad approfondire la questione. Il 28 aprile 2017 il presidente Cairo ha inoltrato istanza formale alla federazione calcistica al fine di ottenere la restituzione del titolo revocato, a cui seguirà la nomina di una commissione federale dedicata alla vertenza; al termine dell'istruttoria, il consiglio federale sarà chiamato ad esprimersi. L'iter ha subìto una battuta d'arresto durante il lungo commissariamento degli organi della Federcalcio, conclusosi nell'ottobre del 2018 con l'elezione di Gabriele Gravina alla presidenza. Nel mese successivo, a novembre, all'iniziativa del Torino si è aggiunta quella del Bologna, il quale reclama a sua volta l'assegnazione del titolo conteso.
Nel corso del consiglio federale del 30 gennaio 2019, il presidente Gravina ha proposto l'istituzione di una commissione ad hoc che analizzi, con approccio storico-scientifico, sia le richieste dello scudetto 1927 di Torino e Bologna che quelle di Lazio e Genoa relative ai campionati 1915 e 1925; l'organo collegiale è stato istituito il successivo 30 maggio e il vicepresidente della fondazione Museo del calcio Matteo Marani è stato incaricato di coordinare i docenti universitari che lo compongono. Nella primavera del 2021 la commissione incaricata ha concluso il suo lavoro d'indagine, redigendo una relazione storica e ponendo la Federazione nelle condizioni di dirimere la controversia.